# Pausanias (pretendiente)
Pausanias (siglo IV a. C.) fue un pretendiente al trono del reino de Macedonia tras la muerte de Pérdicas III. Se le menciona en el discurso Sobre la embajada de Esquines pronunciado unos veinte años después de ocurrido el suceso.

## Antecedentes
Amintas III tuvo con su esposa Eurídice tres hijos, los futuros reyes de Macedonia Alejandro II, Pérdicas III y Filipo II, y una hija, Eurinoe, y con otra esposa, Gigea, tres hijos más, Arquelao, Arideo y Menelao.
Amintas III murió de viejo, pero su sucesor Alejandro II fue asesinado como resultado de una conspiración de su madre Eurídice, con su yerno. Según Diodoro Sículo, el sucesor de Alejandro II fue su cuñado Ptolomeo de Aloro, que asesinó a Alejandro en el año de la 103.ª Olimpiada.

## Invasión
Tras la muerte de Alejandro II, cuando Pérdicas III y Filipo II aún eran niños, Eurídice, la viuda de Amintas II, fue traicionada por aquel en quien confiaba.
Pausanias, que había sido desterrado, regresó al frente de un ejército de griegos y conquistó Antemón, Terma, Estrepsa y otras ciudades, apoyado por otros macedonios. Durante esta crisis los atenienses eligieron a Ifícrates como su general y lo enviaron contra Anfípolis. Ificrates fue recibido por Eurídice que puso a Pérdicas en sus brazos y a Filipo en su regazo diciéndole que Amintas lo consideraba como un hijo y que podía considerarse hermano de los niños y amigo de los macedonios. Ificrates expulsó a Pausanias de Macedonia y preservó la dinastía colocando a Ptolomeo de Aloros como regente.

## Rival de Filipo II
Al comienzo del reinado de Filipo II, había dos pretendientes al trono, uno de ellos, Pausanias, era apoyado por Tracia y el otro Argeo, por Iliria. Algunos historiadores creen que se trataba del mismo Pausanias expulsado por Ifícrates. Filipo consiguió que el rey de Tracia abandonara su apoyo a Pausanias a cambio de dinero.

## Análisis moderno
Walter Raleigh identifica a este pretendiente como Pausanias de Macedonia, hijo del usurpador Aéropo II, tutor y asesino de Orestes. Habría contado con el apoyo de Tracia mientras que Argeo, su hermano, era apoyado por los ilirios.